# Sinophasma atratum
Sinophasma atratum är en insektsart som beskrevs av Chen, S.C. och Yun He He 2000. Sinophasma atratum ingår i släktet Sinophasma och familjen Diapheromeridae. Inga underarter finns listade i Catalogue of Life.